# Gustaf Broberg
Carl Gustaf Gideon Broberg, švedski veslač, * 18. oktober 1885, Skövde, † 2. oktober 1952, Göteborg.
Broberg je veslal za klub Göteborgs Roddklubb, za katerega je nastopil na Poletnih olimpijskih igrah 1912 v Stockholmu v disciplini osmerec. Švedski čoln je bil izločen v prvi predtekmovalni skupini.